# Shintaro Hirai
Shintaro Hirai (平井 晋太郎 Hirai Shintaro?, nacido el 17 de enero de 1984 en Puerto España) es un exfutbolista japonés. Jugaba de delantero y su último club fue el Tochigi Uva FC de Japón.

## Trayectoria

### Clubes
| Club                  | País  | Año         |
| --------------------- | ----- | ----------- |
| Sagawa Printing       | Japón | 2006 - 2012 |
| Blaublitz Akita       | Japón | 2013 - 2015 |
| Tochigi Uva FC        | Japón | 2016        |
| FC Casa Fortuna Oyama | Japón | 2017        |
| Utsunomiya FC         | Japón | 2018-2021   |
| FC Casa Fortuna Oyama | Japón | 2021-       |

## Estadística de carrera

### J. League
| Club            | Año   | J. League | J. League | Copa J. League | Copa J. League | Total | Total |
| Club            | Año   | Part.     | Goles     | Part.          | Goles          | Part. | Goles |
| --------------- | ----- | --------- | --------- | -------------- | -------------- | ----- | ----- |
| Blaublitz Akita | 2014  | 12        | 0         | -              | -              | 12    | 0     |
| Blaublitz Akita | 2015  | 21        | 2         | -              | -              | 21    | 2     |
| Total           | Total | 33        | 2         | 0              | 0              | 33    | 2     |